# Yipni
Los yipnis (dyipni en filipino; jeepneys en inglés) son medios populares de transporte público en Filipinas. Son reconocidos por sus decoraciones extravagantes y sus cabinas llenas de pasajeros, convirtiéndose en un símbolo de la cultura de Filipinas y el arte. Un yipni Sarao fue expuesto en el pabellón de las Filipinas en la Feria Mundial de Nueva York de 1964 como una imagen nacional de los filipinos.
Originalmente, los yipnis eran hechos a partir de los Jeep Willys MB de las Fuerzas Armadas estadounidenses abandonados después de la Segunda Guerra Mundial. La palabra yipni parece ser una palabra compuesta - algunas fuentes consideran que es una combinación de "jeep" y jitney (taxi colectivo, en inglés), mientras que otras fuentes afirman que es una combinación de "jeep" y knee (rodilla, en inglés) debido a que los pasajeros se sientan uno al lado de otro. La mayoría de los yipnis son empleados como transporte público. Algunos son vehículos personales. Los yipnis son empleados con menor frecuencia como vehículos de carga o institucionales. 

## Historia

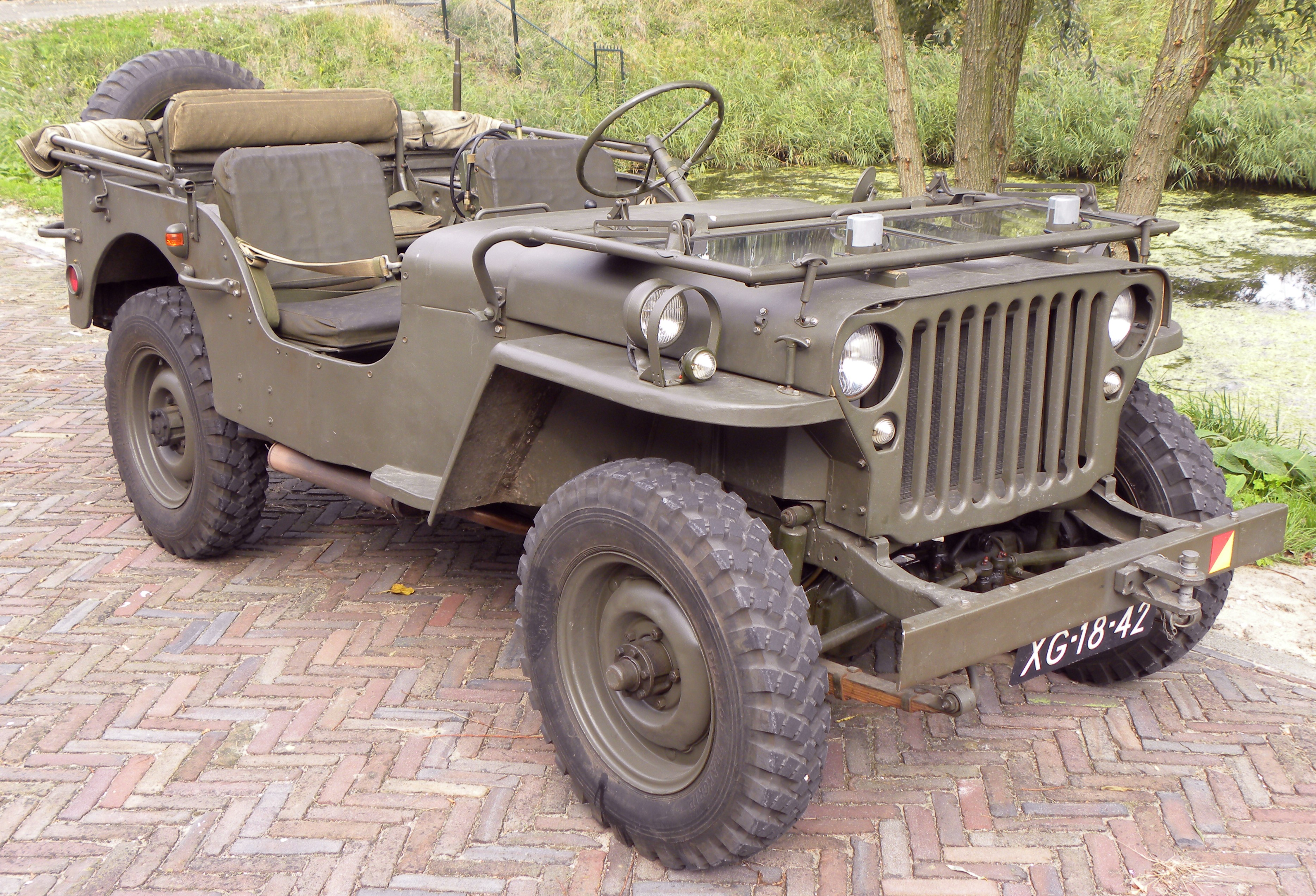
Un Willys MB de 1943, la base para el diseño de los yipnis.

Cuando las tropas estadounidenses comenzaron a salir de las Filipinas al final de la Segunda Guerra Mundial, los centenares de jeeps sobrantes fueron vendidos o cedidos a los filipinos. Un soldado estadounidense llamado Harry Stonehill estuvo involucrado en el descarte de los equipos militares sobrantes, por lo cual creó un mercado negro para estos, inclusive los Jeep.[cita requerida] Los Jeep fueron desmantelados y modificados por los filipinos: les agregaron techos metálicos y los decoraron con colores llamativos y brillantes ornamentos cromados sobre el capó. El habitáculo posterior fue reconfigurado con dos largos bancos paralelos, para poder llevar más pasajeros que iban sentados cara a cara. El tamaño, la longitud y la capacidad de pasajeros de los yipnis se fueron incrementando con el paso de los años. Estos fueron clasificados como "Jeep de pasajeros". Los Jeep que no fueron modificados fueron llamados "propietarios" por no ser empleados comercialmente. Los yipnis originales eran Jeep militares Willys y Ford modificados. Los yipnis modernos son producidos con motores sobrantes y otras piezas provenientes de Japón.   
El yipni se hizo rápidamente popular y fue una manera creativa de restablecer el transporte público barato, que virtualmente había sido destruido durante la Segunda Guerra Mundial. Cuando reconoció el amplio uso de estos vehículos, el gobierno filipino comenzó a regular su uso. Ahora los conductores ahora deben tener licencias especiales. Las rutas son regulares y los precios están fijados. Debido al aumento reciente del precio de combustible, el precio fijado en Gran Manila se incrementó de 5 pesos a 7,5 pesos.[cita requerida]
El yipni fue exportado a Papúa Nueva Guinea y a Vietnam, en el primer país para reemplazar a los buses y furgonetas de pasajeros que son demasiado costosas de importar, mientras que el segundo país recibió algunos como donaciones para mitigar la situación del tráfico vehicular. En 2004, 4.000 yipnis fueron exportados a Papúa Nueva Guinea.
En fechas recientes, la industria del yipni se ha enfrentado a varias amenazas. La mayoría de los grandes constructores han entrado en bancarrota o decidieron fabricar otros productos, mientras que los pequeños constructores se vieron obligados a cerrar sus talleres. Los yipnis de pasajeros también se enfrentan a crecientes restricciones y regulaciones para el control de la contaminación ambiental, ya que consumen grandes cantidades de combustible. Un estudio reciente[cita requerida] publicado en un diario de la Gran Manila, comparó el consumo de combustible de un yipni de 16 pasajeros con el de un autobús de 54 pasajeros equipado con aire acondicionado, hallando que el consumo de combustible era igual para ambos vehículos.
La proyectada construcción de sistemas de autobuses de tránsito rápido (ATR) en Manila y Cebú podría llevar al retiro de circulación de los yipnis.

### Modernización de la flota
En 2016, el Departamento de Transporte impuso una edad límite a los yipnis de 15 años, empezando a retirar de circulación a los yipnis más viejos. Varios conductores de yipnis se opusieron al retiro y George San Mateo, líder de la coalición "No to Jeepney Phaseout", llamó al programa de modernización "corrupto". Martin Romualdez, Representante de la Provincia de Leyte, instó al Comité Regulador y Franquiciador del Transporte Terrestre que cancele su programa de modernización de los yipnis.

## Diseño

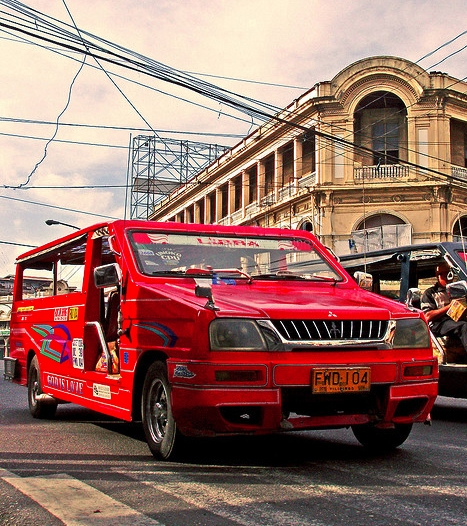
Un yipni passad de Iloílo.

En la isla central de Cebú, la mayoría de los yipnis está construido a partir de camiones japoneses de segunda mano, originalmente destinados para transportar carga. Estos son eufemísticamente llamados "camiones sobrantes". Fabricantes populares de yipnis de Cebú son Chariot y RDAK, conocidos por sus yipnis "sin morro" hechos a partir de minifurgonetas Suzuki y camiones Isuzu Elf, que ya no son empleados en Japón debido al impuesto automotriz y su obsolescencia. Estos son equipados con potentes equipos de sonido y decorados con temas de carrera, afirmándose que son más grandes y altos que los de Manila.
En Iloílo, los yipnis llamados passad son conocidos por ser répicas de automóviles sedán o camionetas pickup. La carrocería del vehículo tiene un perfil mucho más bajo, pareciéndose más a un chasis de sedán con una carrocería alargada.
Los yipnis tipo Nelson son fabricados en Dávao, donde son conocidos como "uso-uso". Los diseños de estos yipnis son muy distintos del estilo tradicional. Tienen carrocerías y máscaras modernas, menor altura y son pintados de forma industrial. Los nuevos modelos de los yipnis tipo Nelson tienen ruedas cromadas, equipadas con llantas radiales sin cámara. Casi siempre están equipados con un potente equipo de sonido, por lo que frecuentemente son llamados "discotecas móviles".
Muchos fabricantes han empezado a construir yipnis con una apariencia más moderna, tales como aquellos similares al Hummer y yipnis de pasajeros de gran tamaño con faros, capós, parachoques y otras piezas rescatadas de vehículos utilitarios auxiliares y vehículos utilitarios deportivos tales como el Honda CR-V y el Toyota Tamaraw.
En la Región Administrativa de La Cordillera, especialmente en Baguio y la Provincia de Benguet, se utilizan jeeps equipados con ruedas de camión. Esto es igualmente usual en otras regiones de Filipinas que carecen de carreteras pavimentadas.     

### Yipnis de segunda generación

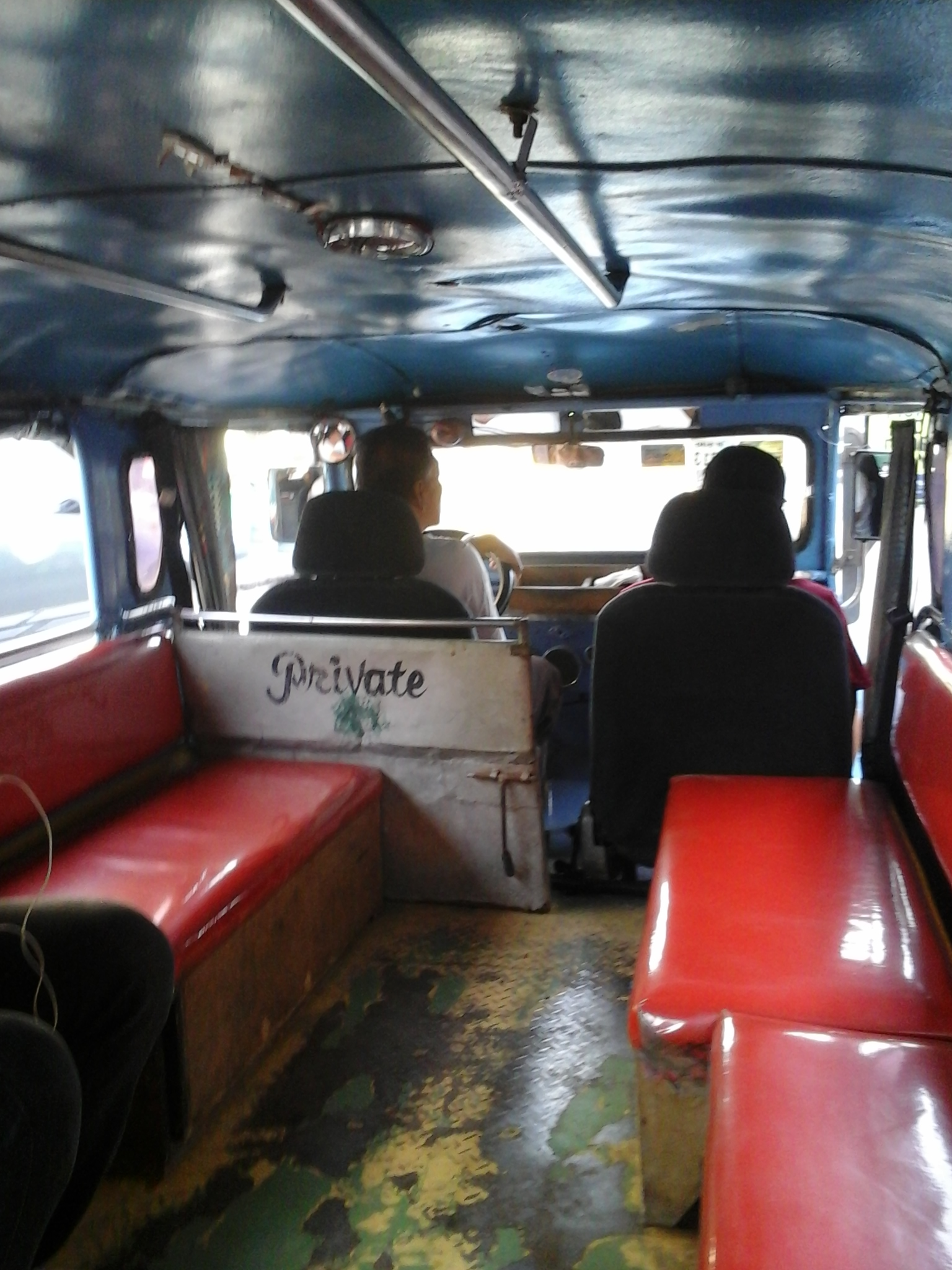
Interior de un yipni de segunda generación.

Son ensamblados con motores reacondicionados, algunos también tienen equipos de aire acondicionado, principalmente en Makati. La mayoría de estos yipnis tienen una capacidad de pasajeros muy incrementada, siendo llamativos y ruidosos. Muchos yipnis de esta generación echan mucho humo y son propulsados por motores diésel.
Los yipnis de esta generación y la siguiente pueden tener puertas posteriores, especialmente si viajan por autopistas. Estas usualmente son accionadas mecánicamente desde el lado del conductor, en lugar de tener equipos eléctricos de cierre. 

### Yipnis de tercera generación
Estos yipnis son fabricados con motores nuevos. Muchos de estos vienen equipados con aire acondicionado y se parecen mucho a un minibus. Sus puertas de acceso pueden estar situadas atrás o a los lados, siendo accionadas hidráulicamente como en un autobús.

### E-yipnis
Los fabricantes filipinos de piezas automotrices están planeando producir yipnis eléctricos. Los yipnis eléctricos ahora son ampliamente desplegados en varias áreas de la Gran Manila y algunas provincias, tanto como un transporte público que reemplaza a los yipnis convencionales, como un vehículo de servicio. Estos despliegues fueron una respuesta a los llamados para reducir las emisiones de gases de efecto invernadero y las fluctuaciones del precio del petróleo. En el futuro, serán equipados con lectores de tarjetas sin contacto, específicamente para la Beep Card.

## Ventajas y desventajas de los yipnis
El yipni es el modo más barato de viajar en las Filipinas. Debido a su diseño con puertas posteriores, es sencillo de abordar y desembarcar tanto para los pasajeros como para el conductor, además de detenerse en cualquier lugar al contrario de los autobuses. Pero también debido a estas facilidades, algunos conductores de yipnis son la causa del congestionamiento del tránsito al embarcar y desembarcar pasajeros de forma indiscriminada en medio de la calle, bloqueando el tráfico y poniendo en riesgo a sus pasajeros. Algunos conductores tienen el hábito de enfrentarse con otros conductores por pasajeros, bloqueando el paso a otros yipnis en medio de la calle y no completando el recorrido de su ruta cuando hay menos de tres pasajeros a bordo, dejándolos en cualquier lugar y regresando a su parada inicial para esperar a otro grupo de pasajeros porque no es rentable continuar la ruta. Por lo tanto, algunas personas están solicitando que este medio de transporte sea retirado de servicio, además de ser acusado como una importante fuente de contaminantes atmosféricos en las ciudades.
Con frecuencia los yipnis no están en buenas condiciones mecánicas y no son del todo aptos para circular, con sus neumáticos desgastados, inclinándose y balanceándose a causa de sus chasis deformados, además de emitir contaminantes atmosféricos. Sus bancos longitudinales y la falta de cinturones de seguridad hacen que no sean muy seguros. La baja altura del habitáculo y el techo alargado sobre el puesto del conductor, hacen que la visibilidad sea mala. El alto peldaño en la parte posterior y la baja altura de las puertas hacen que el acceso y la salida sean difíciles. Además, tienen poco espacio para bolsas de compras.

## En la cultura popular
- En el programa de la BBC de 2011 llamado Toughest Place to be a... Bus Driver, un conductor de autobús londinense viaja a Manila y tiene que intentar conducir un yipni por las aglomeradas calles de la ciudad.[26]